# Tre Deckare löser Kuslige konstnärens gåta
Alfred Hitchcock och Tre Deckare löser Kuslige konstnärens gåta (originaltitel Alfred Hitchcock and the Three Investigators in The Mystery of the shrinking house) är den artonde delen i den fristående Tre deckare-serien. Boken är skriven av William Arden 1972 och utgiven på svenska 1975 av B. Wahlströms bokförlag med översättning av Catharina Löwenhielm.

## Handling
Jones Vrak- och styckegods blir kontaktade av professor Carswell som vill sälja kvarlåtenskapen efter konstnären Joshua Cameron som nyss avlidit efter att ha hyrt en stuga på professorns mark. Tre Deckare följer med till professorn och blir vittnen till ett inbrottsförsök i Camerons stuga. Kvarlåtenskapen består av två resväskor med kläder och några prydnadsföremål samt tjugo målningar föreställande stugan i olika storlek. Titus Jones köper alltihop och säljer vidare.
En vecka senare kommer Camerons yngre syster Grevinnan tillsammans med sin förvaltare Armand Marechal till skrotfirman och vill köpa tillbaks alltihop, särskilt tavlorna. Tre Deckare försöker lokalisera köparen av tavlorna, men det visar sig att det är fler som är intresserade av dem, bland andra konsthandlaren De Groot, som kommit från Amsterdam för att köpa dem.